# A Love So Beautiful
A Love So Beautiful (chinês simplificado: 致我们单纯的小美好, pinyin: Zhì Wǒ Mén Dān Chún De Xiǎo Měi Hǎo) é uma websérie chinesa exibida pela Tencent Video entre 9 de novembro e 7 de dezembro de 2017, estrelada por Shen Yue e Hu Yitian.
A série foi popular durante sua execução e recebeu críticas positivas por sua caracterização e história. Ultrapassou mais de 5,5 bilhões de visualizações em sua plataforma online.

## Enredo
Começa com colegas de escola Chen Xiaoxi e Jiang Chen, que também são vizinhos desde o jardim de infância. Chen Xiaoxi, uma garota alegre que não estuda muito, é expressiva sobre sua admiração por Jiang Chen, o cara popular conhecido por sua aparência e notas altas. Jiang Chen também é um cara que é muito distante e indiferente às pessoas por causa da morte prematura de seu pai. Juntos, Jiang Chen e Chen Xiaoxi se preparam para o exame de ingresso na universidade durante o último ano do ensino médio. Juntamente com seus colegas de classe - o engraçado, ainda que mal-humorado, Lu Yang, a rude mas melhor amiga Lin Jingxiao e o cool nadador nacional Wu Bo Song, eles embarcam no ensino médio para a universidade até a vida adulta.

## Elenco

### Elenco principal
- Shen Yue como Chen Xiaoxi
- Hu Yitian como Jiang Chen

### Elenco recorrente
- Gao Zhiting como Wu Bosong
- Wang Ziwei como Lin Jingxiao
- Sun Ning como Lu Yang
- Monica Lv como Li Wei
- Zhang He Hao Zhen como Li Shu
- Wang Jiahui como Qiao Lu

## Trilha sonora
| N.º | Título                                                       | Cantor(a)  | Duração |  |
| 1.  | "How Much I Like You, You Would Know" (我多喜欢你，你会知道) | Wang Junqi | 3:20    |  |
| 2.  | "It's a Dream" (是梦吧)                                      | Hu Yitian  |         |  |
| 3.  | "Little Beauty" (小美好)                                     | Feng Jiaqi |         |  |

## Prêmios e indicações
| Ano  | Prêmio                                      | Categoria       | Trabalho nomeado    | Resultado | Ref.  |
| ---- | ------------------------------------------- | --------------- | ------------------- | --------- | ----- |
| 2017 | 8th Macau International Television Festival | Melhor websérie | A Love So Beautiful | Indicado  | [ 6 ] |
| 2017 | 3rd China Pan-Entertainment Annual Ceremony | Melhor websérie | A Love So Beautiful | Venceu    | [ 7 ] |